# M-25 (Kosovo)
Die M-25 ist eine kosovarische Nationalstraße von der albanischen Grenze bei Vërmica (Grenzübergang Morina/Vërmica) über Prizren, den Dulje-Pass, Pristina und Podujeva bis zur Grenze zu Serbien bei Merdare.

## Bedeutung
Die M-25 war die bedeutendste Straße von Pristina in Richtung Prizren und Albanien, bis sie von der Autostrada R 7 ersetzt wurde.

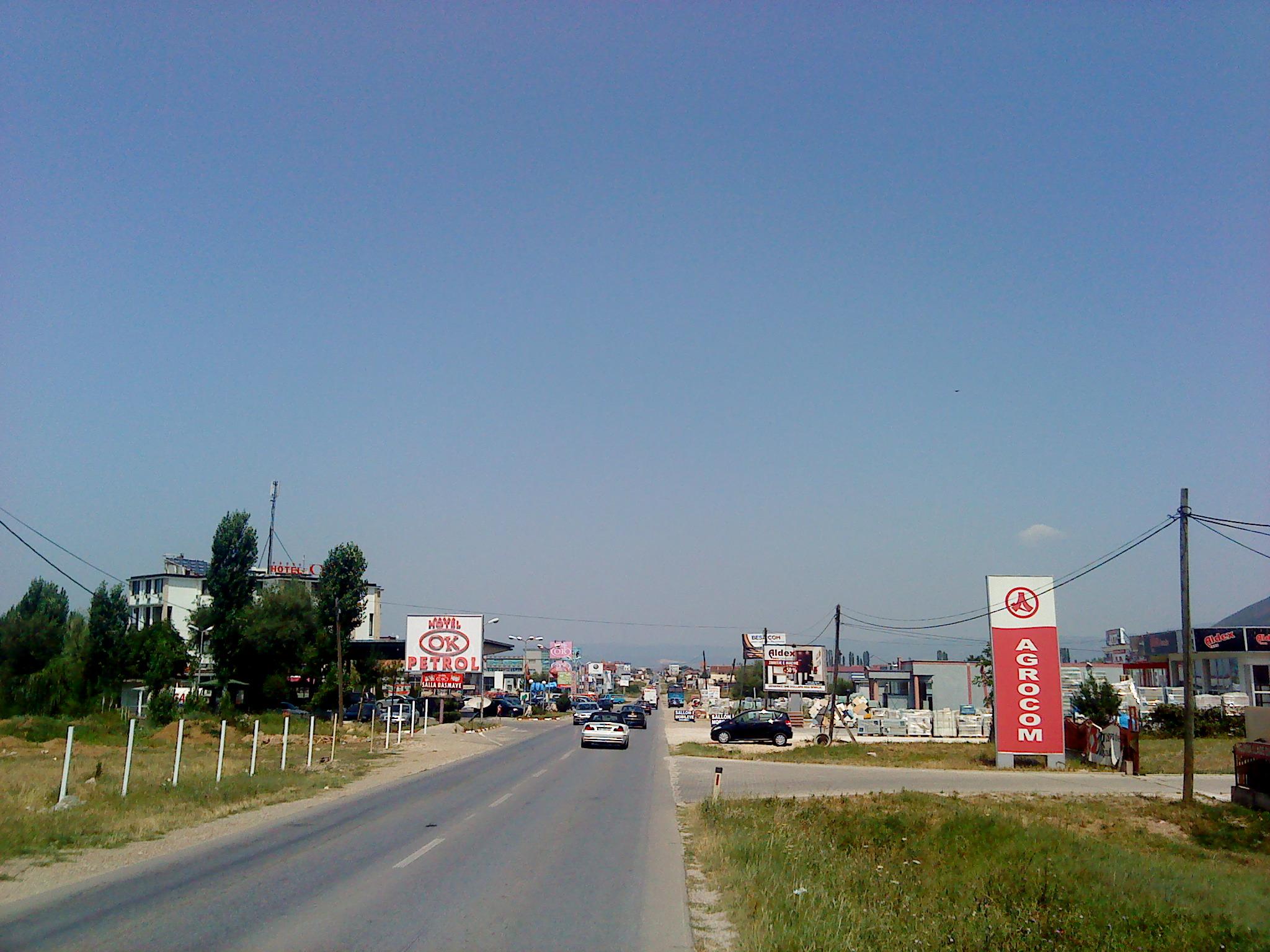
Am westlichen Stadtrand von Prizren wird die M-25 über einige Kilometer von Industrie gesäumt